# Sphagnum scorpioides
Sphagnum scorpioides là một loài rêu trong họ Sphagnaceae. Loài này được (Hampe) H.A. Crum mô tả khoa học đầu tiên năm 1995.